# Wira Wowk

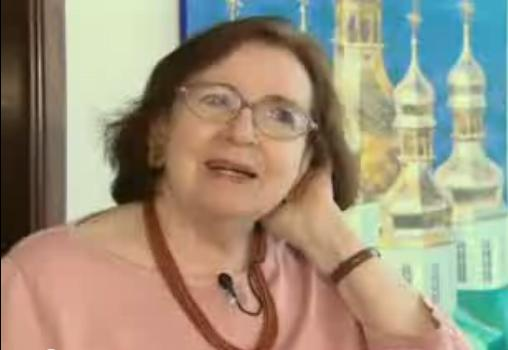
Wira Wowk, 2011

Wira Wowk (ukrainisch Віра Вовк, bürgerlich Wira Ostapiwna Seljanska, ukrainisch Віра Остапівна Селянська; * 2. Januar 1926 in Boryslaw; † 16. Juli 2022 in Rio de Janeiro) war eine ukrainische und brasilianische Schriftstellerin, Literaturkritikerin, Dramatikerin, Übersetzerin und Wissenschaftlerin.

## Leben
Wira Wowk verbrachte ihre Kindheit in der Huzulschtschyna in der Stadt Kuty, wo ihr Vater, der Arzt Ostap Seljanskyj, arbeitete. Metropolit Andrej Scheptyzkyj war ihr Taufpate. Wowk besuchte ein Gymnasium in Lemberg. 1945 emigrierte sie nach Deutschland. Sie absolvierte das Clara-Schumann-Mädchengymnasium in Dresden, studierte Germanistik, Slawistik und Musikwissenschaft an der Universität Tübingen und der Universität München. 1949 zog sie mit ihrer Mutter nach Brasilien, wo sie ihr Studium an der Universität von Rio de Janeiro abschloss. Außerdem studierte sie an der Columbia University, wo sie auch Vergleichende Literaturwissenschaft studierte. Sie promovierte in Philosophie.
1959 schließt sie sich während einer Reise in die Vereinigten Staaten den Mitgliedern der New Yorker Gruppe an, und 1965, während ihres ersten Besuchs in der Ukraine nach der Emigration, lernt sie die Ukrainischen Sechziger kennen.
Neben vielen ihrer eigenen Gedichte veröffentlichte sie die Antologie der ukrainischen Literatur, mehrere Anthologien ukrainischer Erzählungen und Volksmärchen sowie eine Reihe von Übersetzungen einzelner ukrainischer Werke von Hryhorij Skoworoda, Taras Schetschenko, Iwan Franko, Wassyl Stefanyk und Lessja Ukrajinka. Ihre wissenschaftlichen Arbeiten sind hauptsächlich auf Portugiesisch und Deutsch verfasst.

## Werke (Auswahl)

### Auf Ukrainisch

#### Lyrik
- Юність – Prudentópolis 1947.[5]

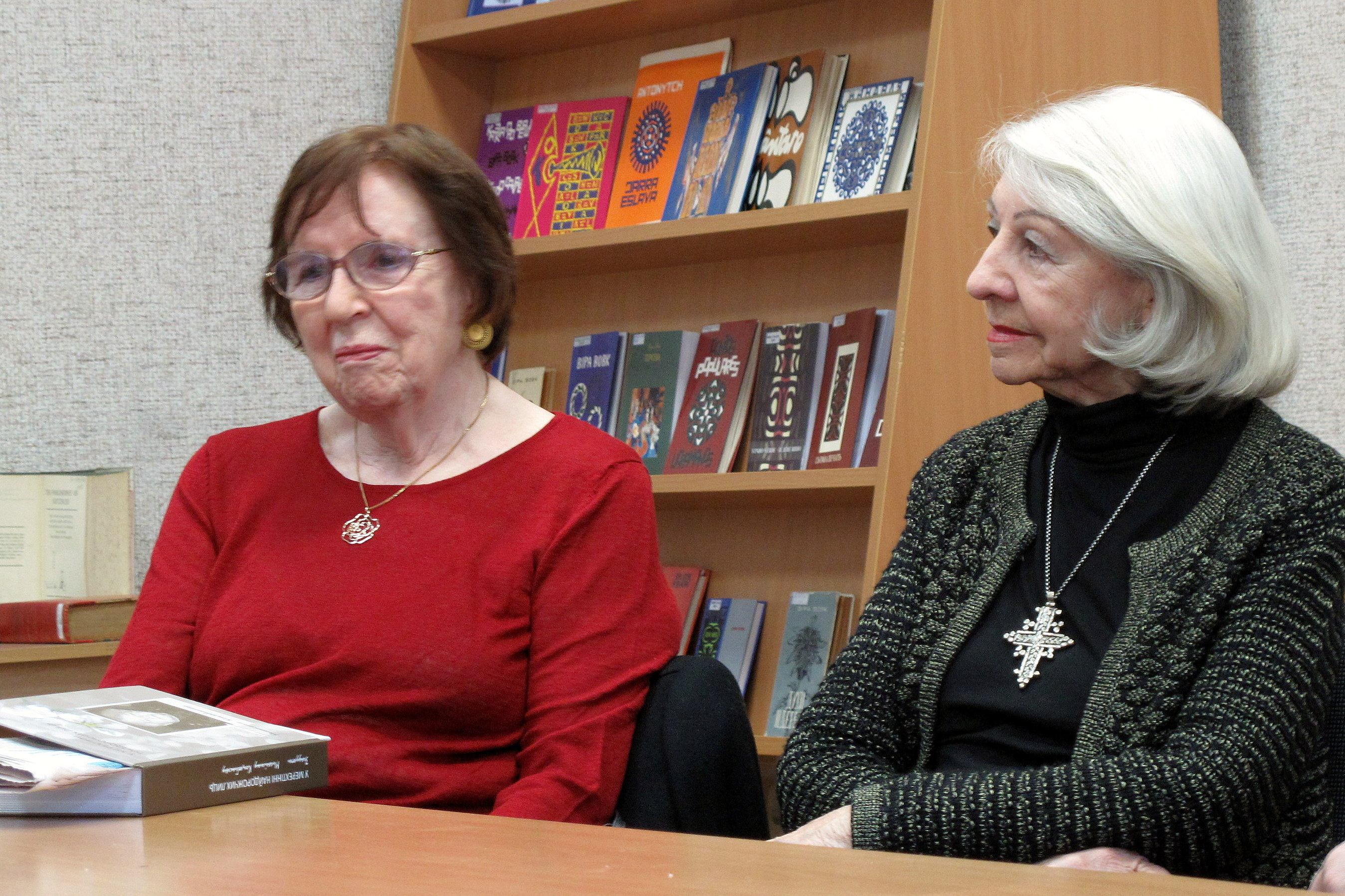
Wira Wowk und Soja Lissowska-Nyschankiwska, 2013

- Зоря провідна – München, Molode Schyttja 1955.[6]
- Елегії – München 1956.[7]
- Relógio Solar – Rio de Janeiro: Gráfica Editora Arte Moderna, 1964.
- Каппа Хреста – München 1969.[8]
- Меандри / Meandros / Meander – Rio de Janeiro 1979. (ukrainisch-portugiesisch-deutsch, Bilder von Soja Lissowska und Lyrik von Wira Wowk)[9][10]
- Мандаля / Mandala[11]
- Поезії – Kyjiw, Rodovid, 2000.
- Ромен-зілля – Dnipro, 2007.
- Обарінки – Dnipro, 2010.

#### Prosa
- Леґенди – München, 1955.
- Казки – München, 1956.
- Духи й дервіші – München, 1956.[12]
- Lendas. Rio de Janeiro, 1959.
- Каравела. Lwiw 2006.
- Маскарада. Kyjiw 2008.
- Чар-писанка. Lwiw 2012.
- Паломник. Lwiw 2013.

Publizistik
- Спогади. Kyjiw, Rodovid 2003, ISBN 966-7845-13-3[13]
- Мережа. Lwiw 2011, ISBN 978-966-7065-99-7[14]
- Човен на обрію. Lwiw 2014.[15]
- Бабине літо: остання книга спогадів. Contraste, Rio de Janeiro 2016. ISBN 978-85-61473-38-9[16]
- Місячне павутиння. Contraste, Rio de Janeiro 2017, ISBN 978-85-61473-41-9
- Вітряк на перехрестю. Contraste, Rio de Janeiro 2018.

#### Theaterstück
- Скарб царя Гороха, 1962
- Смішний святий, New York, 1968.
- Триптих, 1982.
- Іконостас України, 1988.
- Крилата скрипка, 1991

#### Übersetzungen aus dem Ukrainischen
In Portugiesisch
- Antologia da Literatura Ucraniana. Companhia Brasileira de Artes Gráficas, Rio de Janeiro 1959.
- Contos Ucranianos. Companhia Brasileira de Artes Gráficas, Rio de Janeiro 1959.
- Girassol (Antologia da Moderna Poesia Ucraniana). Companhia Brasileira de Artes Gráficas, Rio de Janeiro 1966.
- O Cântaro (A nova Arte Ucraniana). Companhia Brasileira de Artes Gráficas, Rio de Janeiro 1973.
- O Grupo de Poetas de Nova York (Antologia Lírica), Editora Velha Lapa, RJ, 2008.
- Vinho Verde -Зелене вино, Contraste, RJ, 2009.
- Sinos (Antologia da Poesia Ucraniana), «Contraste», RJ, 2009.

SÉRIE VERTÉP, «Companhia Brasileira de Artes Gráficas», Rio de Janeiro:
- Gh. Skovorodá: Fábulas, 1978.
- T. Chewtchenko: O Sonho, 1980.
- I. Frankó: Moisés, (mit Helena Kolody), 1981.
- V. Stefanyk: Cruz de Pedra, 1982.
- L. Ukrainka: Don Juan, 1983.
- M. Kotsiubynsky: Sombras dos Ancestrais Esquecidos (mit Anna Maria Muricy und Theresia de Oliveira) — M. Kozjubynskyj: Schatten vergessener Ahnen (in Zusammenarbeit mit Sabine Grosskopf und Udo Dengler), 1985.
- M. Vowtchók: Marússia, 1988.
- Колядник – Cancioneiro de Natal – Ukrainische Weihnachtslieder, 1988.
- B.I. Antonytch: Jarra Eslava, 1989.
- P. Tytchyna: Dourado Eco, 1992.

SÉRIE PYSSANKA, «Companha Brasileira de Artes Gráficas», Rio de Janeiro:
- V. Gholoborodhko: Dia verde, 1991.
- I. Dratch: Asas, 1993.
- O Grupo de Nova York: Colméia, 1993.
- M. Vorobiów: Signos, 1994.
- V. Chewtchúk: O Caminho, 1995.
- I. Kalynéts: O Fogo Sagrado, 1997.
- I. Svitlytchny – V. Symonenko – V. Stus: O Castiçal, 1998.
- M. Vinghranowsky: Estórias, 1998.
- D. Pawlytchko: Não grites para mim, Oceano!, Lissabon, 2008.

In Deutsch
- Der Baum (Ukrainische Kunst heute). Companhia Brasileira de Artes Gráficas, Rio de Janeiro, 1975.
- New Yorker Dichtergruppe (Anthologie der Lyrik). Editora Velha Lapa, Rio de Janeiro, 2008.
- Martha Ellen Becker: Der Kreuzzug – Марта Еллен Бекер: Хрестоносний похід. Rodovid, Kyjiw 2001.

### In portugiesischer Sprache
- Aquarelas. Editora Velha Lapa, Rio de Janeiro, 2005.

#### Wissenschaftliche Arbeiten
- Pequena Antologia da Lírica Alemã – Gráfica Editora Arte Moderna, 1963.
- Renovos de Mitos – Companhia Brasileira de Artes Gráficas, RJ, 1986.
- Fábulas de Cabo Frio – Companhia Brasileira de Artes Gráficas, RJ, 1985.
- Formas (hai-kai – gazéis – triolés – rondéis) – Companhia Brasileira de Artes Gráficas, RJ, 1985.
- A Poesia de «niedere minne» de Walther von der Vogelweide – Impressora Velha Lapa, RJ, 1997.
- Correntes da Literatura Alemã – Editora Velha Lapa, RJ, 1997.
- A Balada Alemã – Editora Velha Lapa, RJ, 1998.
- Antologia da Lírica Alemã – Editora Velha Lapa, 1999.

## Ehrungen (Auswahl)
- Orden der Fürstin Olga Dritter Klasse – 2003[17]
- Taras-Schewtschenko-Preis – 2008[18]